# Mandami tanta vita
Mandami tanta vita è un romanzo di Paolo Di Paolo, pubblicato nel 2013 e ispirato alla biografia di Piero Gobetti.
Il libro ha vinto il Premio Fiesole Narrativa Under 40 e il “Premio Salerno Libro d'Europa”.

## Trama
Moraldo, che studiava all'università di Torino, era attratto dalla vitalità intellettuale di Piero che, alla sua ancora giovane età, era già stato fondatore ed editore di riviste e giornali e contemporaneamente combatteva la svolta autoritaria che aggrediva la democrazia parlamentare italiana. Quel Piero era Gobetti, il cui carisma schiacciava il giovane studente di Casale Monferrato al punto che quest'ultimo non riusciva a trovare il coraggio di affrontarlo per proporsi come collaboratore delle sue intraprese editoriali, anche solo come caricaturista; anche due sue lettere spedite al "giovane editore" non avevano ricevuto risposta.
Nei giorni del carnevale del 1926 le loro due vite si dipanarono su tracciati che convergevano su Parigi. Mentre Gobetti, al fine di proseguire l'attività editoriale e giornalistica era costretto ad allontanarsi da Torino, fuggire dalle persecuzioni fisiche dello squadrismo terroristico e dagli ostacoli frapposti dal fascismo governativo, lasciando l'amata Ada con il figlio nato da appena un mese, Moraldo, in seguito a un involontario scambio di valigie, conosceva Carlotta, una fotografa emancipata che per lavoro era in transito a Torino. Quando, dopo eventi che prefiguravano un possibile grande amore, Carlotta abbandonò la città sabauda per Parigi, Moraldo la raggiunse nella capitale francese. Ma le speranze dei due giovani si infransero. Carlotta rifiutava l'amore e la vita di Piero si spegneva. Neppure un fortuito incontro nel Bois de Boulogne, erano ormai le ultime ore di vita di Piero Gobetti, venne colto da Moraldo. Apprenderà la notizia della morte del "giovane editore" dall'edizione del mattino di un giornale avuta dalle mani di uno strillone, appena varcato il confine, sulla strada ferrata per Torino.